# Deudorix niepelti
Deudorix niepelti är en fjärilsart som beskrevs av James John Joicey och Talbot 1922. Deudorix niepelti ingår i släktet Deudorix och familjen juvelvingar. Inga underarter finns listade i Catalogue of Life.